# Louis Gomis
Louis Gomis   (Dakar, 3 de desembre de 1974) és un exfutbolista senegalès de la dècada de 1990.
Fou internacional amb la selecció de futbol del Senegal. Pel que fa a clubs, destacà a 1. FC Nürnberg.